# Мурибека
Мурибека (порт. Muribeca)  —  муниципалитет в Бразилии, входит в штат Сержипи. Составная часть мезорегиона Сельскохозяйственный район штата Сержипи. Входит в экономико-статистический  микрорегион Носа-Сеньора-дас-Дорис. Население составляет 7411 человек на 2006 год. Занимает площадь 82 км². Плотность населения — 90,38 чел./км².

## История
Город основан в 1926 году.

## Статистика
- Валовой внутренний продукт на 2004 составляет 22.264.889,00 реалов (данные: Бразильский институт географии и статистики).
- Валовой внутренний продукт на душу населения на 2004 составляет 3.043,32 реалов (данные: Бразильский институт географии и статистики).
- Индекс развития человеческого потенциала на 2000 составляет 0,597 (данные: Программа развития ООН).

## География
Климат местности: тропический.